# Pryor Mountains
Die Pryor Mountains, auch Pryors, sind eine isolierte Bergkette in den US-Bundesstaaten Montana und Wyoming. Südlich von Billings gelegen, sind sie als nördlichster Gebirgsstock der Bighorn Mountains Teil der Rocky Mountains und erstrecken sich auf 176 km Länge und 128 km Breite in Südwest-Nordost-Richtung zwischen den Flüssen Clarks Fork Yellowstone, Yellowstone und Bighorn. Die Pryor Mountains erreichen am nur wenig markanten Big Pryor Mountain (2678 m) ihren höchsten Punkt. Als freistehendes Inselgebirge mit eigenen Klima im Regenschatten der Beartooth Mountains, das sich rund 1500 m über die umliegenden Prärien erhebt, verfügen die Pryor Mountains über eine große Vielfalt einzigartiger Ökosysteme. Bedeutend sind sie zudem als Standort der Pryor Mountains Wild Horse Range.
Die Pryor Mountains liegen zu einem Großteil in den Countys Carbon und Big Horn im südlichen Montana, die südlichen Ausläufer reichen in das Big Horn County im Norden Wyomings. Die Gipfelregion liegt innerhalb des Custer National Forest, während die gesamten nordöstlichen Ausläufer des Gebirges zur Crow Reservation gehören. Teile der Gebirgskette im Südosten befinden sich zudem innerhalb der Bighorn Canyon National Recreation Area. Benannt wurde die Bergkette nach dem Pryor Creek, der im nördlichen Teil des Gebirges entspringt und bei Billings in den Yellowstone River mündet. Der Name des Flusses geht wiederum auf Nathaniel Pryor, einen Teilnehmer der Lewis-und-Clark-Expedition, zurück.

## Geologie
Die Pryor Mountains unterscheiden sich stark von den umgebenden Bergketten und erheben sich mehr als 1000 Meter über die umliegenden Prärien. Im Gegensatz zu den westlich gelegenen Beartooth Mountains sind die Pryors durch Erosion von angehobenem Sedimentgestein entstanden, statt durch von Gletschern geformtem magmatischem Gestein. Die alluvialen Flanken der Bergkette bestehen hauptsächlich aus paläozoischem Kalkstein und zeichnen sich durch zahlreiche zerklüftete Kalksteinschluchten aus. Der Kalkstein ist zumeist von schlammigen und steinigen, kalkhaltigen Böden überlagert. In niedrigeren Lagen überwiegen paläozoische und mesozoische Sandsteine und Schiefer, die die Basis für kalkhaltige oder salzhaltige sowie sandige oder lehmige Böden bilden.

## Geographie
Die Pryor Mountains bestehen aus zwei angehobenen Bergblöcken mir nahezu identer Höhe – dem East Pryor Mountain (2675 m) und dem Big Pryor Mountain (2678 m). Die Süd- und Westhänge der Pryors erheben sich sanft ansteigend von den Prärien bis zu den subalpinen Prärieplateaus auf rund 2600 m und kennzeichnen sich durch zahlreiche zerklüftete Canyons. Die Ost- und Nordseiten der einzelnen Gebirgsstöcke fallen über 1000 Meter steil ab.
Die Pryor Mountains liegen rund 60 km südlich von Billings, der größten Stadt des Staates Montana, 30 km östlich von Bridger sowie 40 km nördlich von Lovell. Durch ihre isolierte Lage sind sie topographisch von den umliegenden Bergketten getrennt. Südöstlich anschließend liegen, durch den hier im Bighorn Canyon tief eingeschnittenen Verlauf des Bighorn River getrennt, die Bighorn Mountains. Nach Westen hin trennt das Tal des Clarks Fork Yellowstone River die Pryors von den Beartooth Mountains. Nach Norden gehen die Pryor Mountains langsam in die Great Plains Montanas über, während im Süden und Südwesten das Bighorn Basin anschließt. Ein rund 1370 m hoher Sattel bei Warren im Carbon County bildet die höchstgelegene Verbindung zu den im Südwesten anschließenden Absaroka Mountains.

## Hydrologie
Die Pryor Mountains liegen vollständig im Einzugsgebiet des Yellowstone River. Der längste Fluss, der in den Pryors entspringt, ist der Pryor Creek, der nach Norden direkt dem Yellowstone River zufließt. Nach Osten und Südosten entwässern Beauvais Creek, Dry Head Creek und Crooked Creek über den Bighorn River in den Yellowstone, nach Südwesten fließt der Sage Creek über den Shoshone River dem Bighorn zu. Nur wenige Bäche in den Westausläufern des Gebirges entwässern über den Clarks Fork Yellowstone River in den Yellowstone.

## Ökologie
Die Tieflagen der Pryor Mountains bestehen primär aus Wüstengrasland-, Buschland- und Waldgemeinschaften, die solchen im Große Becken und auf dem Colorado-Plateau ähneln. Die Hochlagen der Bergkette weisen hingegen für die zentralen Rocky Mountains typische, ausgedehnte Nadelwälder auf. Die Pryor Mountains zeichnen sich durch Douglasienwälder (Pseudotsuga menziesii) und subalpine Wiesen aus. In der Bergkette finden sich vorrangig der Wüsten-Beifuß (Artemisia tridentata), die Biegsame Kiefer (Pinus flexilis) sowie der Wacholder (Juniperus). Insgesamt wurden in den Pryor Mountains fast 1000 Pflanzenarten identifiziert. Das sind 40 % aller Pflanzenarten, die in ganz Montana wachsen. Darunter sind viele seltene und bedrohte Arten, zudem finden sich insgesamt acht in den Pryors endemische vorkommende Pflanzenarten. Zudem sind die Pryor Mountains bekannt für das Reichtum von Wildblumen.
In den südlichen Pryor Mountains wurde im Jahr 1968 mit der etwa 150 km² großen Pryor Mountains Wild Horse Range ein bedeutendes Schutzgebiet zur Erhaltung des dort lebenden Pryor Mountain-Mustangs geschaffen. Das Reservat umfasst Teile der Bighorn Canyon National Recreation Area sowie angrenzende Flächen des Bureau of Land Management und wird von diesem verwaltet. Der nur hier vorkommende Unterstamm des Mustangs gilt als genetisch einzigartig und wurde als einer der wenigen Pferdestämme durch DNA-Analysen verifiziert. Der Pryor Mountain-Mustang stammt von spanischen Kolonialpferden ab, die von spanischen Einwanderern in die Region gebracht wurden. Die Mustangs in den Pryor Mountains gelten als bedeutendste Herde von Wildpferden in den Vereinigten Staaten.

## Erholung
Mit dem USFS Sage Creek Campground gibt es lediglich einen Campingplatz in den Pryor Mountains. Wildcampen ist auf Flächen unter Verwaltung des U.S. Forest Service sowie des Bureau of Land Management erlaubt. Zudem gibt eine Reihe von Wanderwegen.

## Galerie

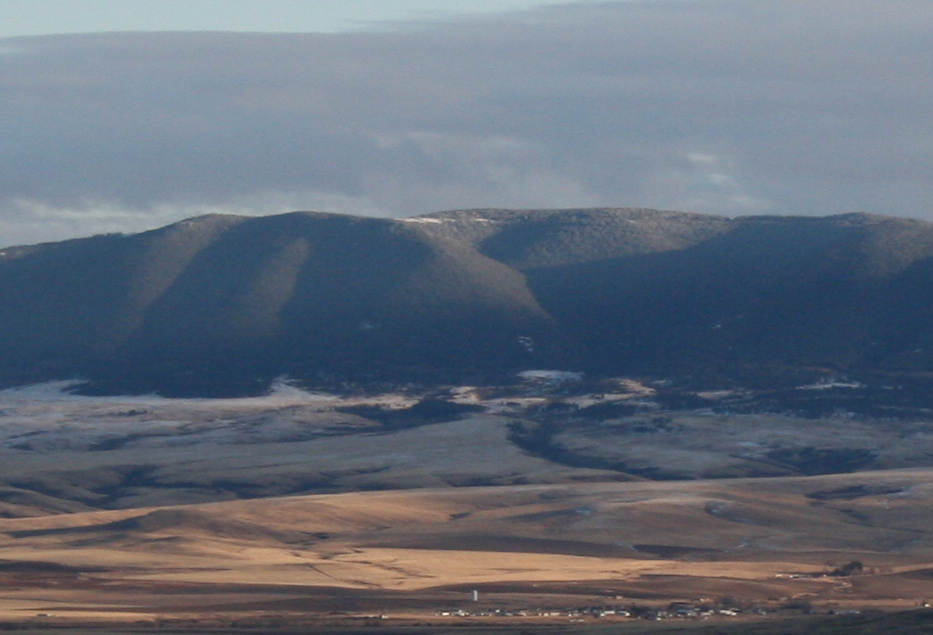
Pryor Mountains, gesehen von Billings
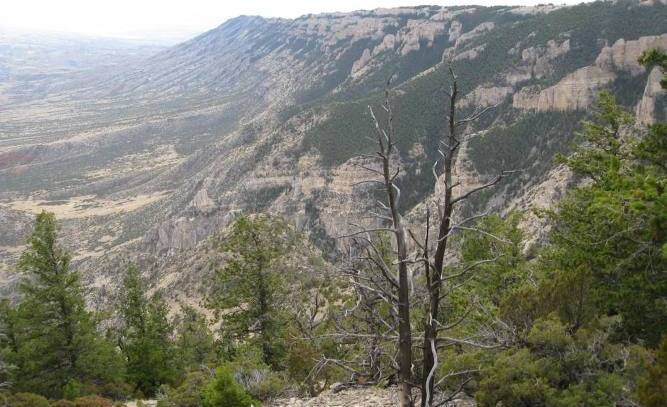
Landschaft in den Pryor Mountains
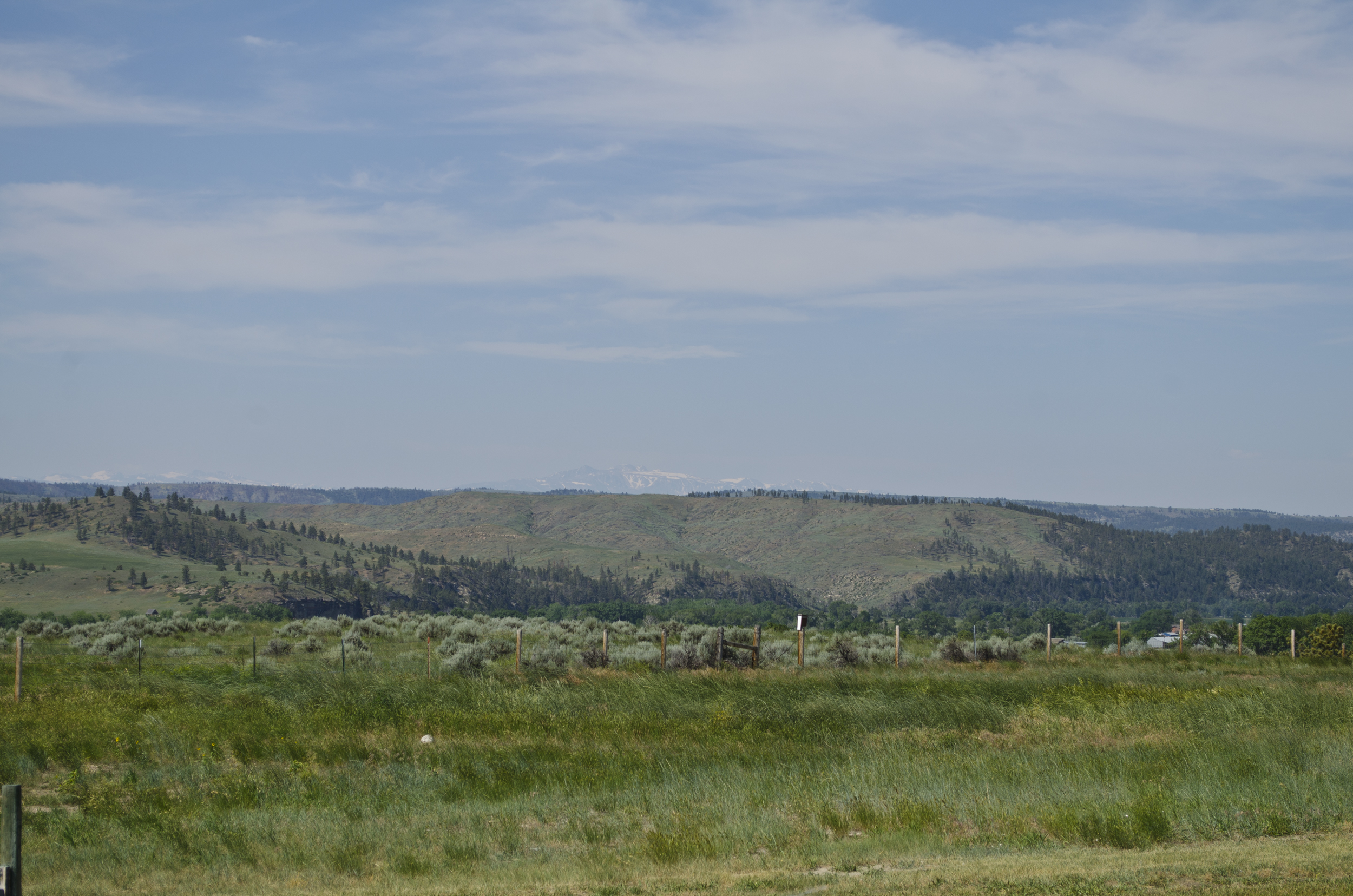
Blick auf die Pryor Mountains vom Yellowstone River
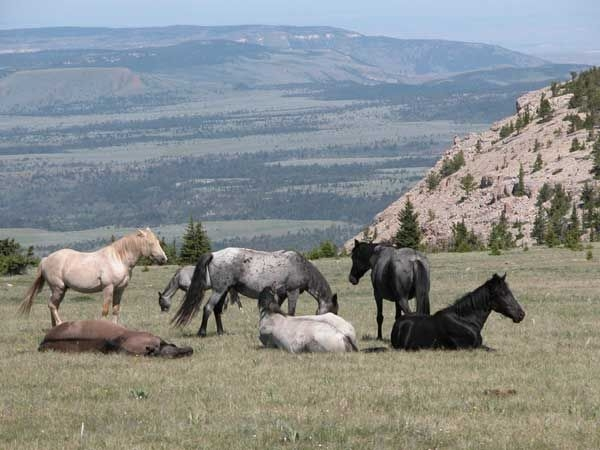
Wildpferde in der Pryor Mountains Wild Horse Range

## Belege
1. ↑  Pryor Mountains - Peakbagger.com. Abgerufen am 13. Februar 2025.
2. 1 2 3 4 5  Why are the Pryors Special? In: pryormountains.org. Abgerufen am 13. Februar 2025 (amerikanisches Englisch).
3. 1 2 3  Botanical Hot Spot. In: pryormountains.org. Abgerufen am 14. Februar 2025 (amerikanisches Englisch).
4. 1 2  Pryor Mountains. In: Geographic Names Information System. United States Geological Survey, United States Department of the Interior (englisch).
5. ↑  Wildflowers. In: pryormountains.org. Abgerufen am 13. Februar 2025 (amerikanisches Englisch).
6. 1 2  Pryor Mountains Wild Horse Range. Bureau of Land Management, U.S. Department of the Interior, abgerufen am 7. Dezember 2024 (englisch).
7. ↑  Wild Horses: Pryor Mountain Herd - A National Treasure. In: American Wild Horse Conservation. 16. Dezember 2013, abgerufen am 7. Dezember 2024 (englisch).
8. ↑  About the Horses – Pryor Mountain Wild Mustang Center. Abgerufen am 7. Dezember 2024 (amerikanisches Englisch).
9. ↑  Hope Ryden: America's Last Wild Horses: The Classic Study of the Mustangs—Their Pivotal Role in the History of the West, Their Return to the Wild, and the Ongoing Efforts to Preserve Them. Hrsg.: Lyons Press. Guilford, Connecticut 2005, S. 320 (archive.org).
10. ↑  Camping. In: pryormountains.org. Abgerufen am 13. Februar 2025 (amerikanisches Englisch).
11. ↑  Overview: Hiking in the Pryors. In: pryormountains.org. Abgerufen am 13. Februar 2025 (amerikanisches Englisch).